# Дойрански манастир
Дойранският манастир „Свети Партений Зографски“ (на македонска литературна норма: „Свети Партениј Зографски“) е женски манастир в Стар Дойран, Северна Македония, част от Струмишката епархия на неканоничната Македонска православна църква – Охридска архиепископия.
Манастирът е основан в 2001 година от монахини, дошли от Велюшкия манастир. Манастирският комплекс се състои от отворения за посетители католикон „Света Мария Магдалена“ и новоизградената църква, посветена на руските светители новомъченици - царското семейство на цар Николай II Романов и малката църквичка „Свети Максим Изповедник и Свети Григорий Палама“, която заедно с жилищното крило е затворена за посещение.